# 昂格尔 (施泰尔马克州)
昂格尔（德語：Anger）是奥地利施泰尔马克州魏茨县的一个市镇。总面积1.97平方公里，总人口866人，人口密度439.6人/平方公里（2005年）。